# Народно читалище „Светлина – 1910“
Вижте пояснителната страница за други значения на Народно читалище „Светлина“.
Народното читалище „Светлина – 1910“ е основано в село Душанци, община Пирдоп на 13 ноември 1910 г. (стар стил).
Времето около създаването на читалището се характеризира главно с ширеща се мизерия на населението, политическа партизанщина и културен живот, осъществяван предимно в селските кръчми. В тези условия по-будните и образовани млади хора решават да подемат инициатива за създаване на читалище, по подобие на съседните Пирдоп и Копривщица се развива читалищна дейност още от 1869 г. Начални носители на тази идея са местните учители Стефан Костадинов Искров, Стоян Попрашков, впоследствие станал свещник, син на поп Рашко Заеков, и пирдопчанинът Иван Тодоров. До около 2010 г. Стоян Попрашков е единственият жив съучредител на тази родолюбива организация. Във връзка с определяне на името на читалището са обсъждани имената на Христо Ботев и Васил Левски, но в крайна сметка е прието то да носи името „Св. Йоан Златоуст“, което след 9 септември 1944 г. е сменено на „Светлина“.
След дълго обмисляне е решено в къщата на Гавраил Петров Гавраилов да се отвори кафене, където да се разположи библиотека. Сведения за тези времена дава учителят Христо Дрехаров от Копривщица, подарил и личната си библиотека за целта. Със средства, набирани от членски внос и волни пожертвования, се закупува шкаф за книгите. Самите те са подарени от местни жители и такива от съседните населени места. Първите дейности на читалището са свързани с курсове по ограмотяване, здравна беседа и сказки с общ нравоучителен характер.
Дейноста на читалището е прекратена с началото на Балканската война през 1912 г. и е възтановена след края на Първата световна война. След войната народополезната дейност търпи разцвет и библиотеката е обогатаена с нова българска и чуждестранна литература. По това време голямата училищна стая започва да се използва за театрален салон. За декори се използват подръчни средства, а за завеса – черги, събрани по къщите. Това развитие на дейността е свързано с основаването през 1912 г. на кооперацията в селото. След проведено допитване до селяните селските кръчми са затворени през есента на 1923 г. По инициатива на учителя Искро Нейчев от Копривщица е създаден малък духов оркестър. Тези събития са организирани между 1934 и 1939 г. от Нейчев, който сам е и голям музикант и театрален актьор. Първите спектакли са „Службогонци“, „Аз убих“, „Мартин гуляе“, „Лихвар“ и „Двамата глухи“.
След 1944 г. книжният фонд от около 600 – 700 тома нараства на 3 500 броя. През 1956 г. започват да бъдат събирани средства за построяване на нова читалищна сграда. Средства даряват Селкоопът и МДК „Георги Дамянов“ Пирдоп – Златица. Новата читалищна библиотека разполага с 15 000 тома, а в сградата са разположени читалня, киносалон, младежки клуб и сладкарница. Сградата с проектант арх. Гугучков и технически ръководители Кирил Костадинов и Илко Грозданав, подпомогнати от внука на Георги Салчев. Тя е открита през 1960 г. и е обявена за дом-паметник.